# ブリタニカ・ジャパン
ブリタニカ・ジャパン株式会社（英: Britannica Japan Co., Ltd.）は、東京都千代田区に本社を置く日本の出版社。『ブリタニカ国際大百科事典』関連のオンラインサービス、書籍出版などを行っている。
元々は東京放送（現・TBSホールディングス）と、エンサイクロペディア・ブリタニカ社の合弁事業「TBSブリタニカ」として発足したが、2000年にTBSブリタニカから独立し、EPブリタニカ社完全出資の日本法人として改めて設立されたものである。

## 沿革
- 1768年 - 1771年、イギリスのスコットランドにて『ブリタニカ百科事典』初版刊行[3]。
- 1902年、日本にて『ブリタニカ百科事典』輸入販売開始[4]。
- 1975年、TBSブリタニカにより日本版『ブリタニカ国際大百科事典』初版刊行[5]。
- 1994年、百科事典のオンラインサービス「ブリタニカ・オンライン」開始[6]。
- 2000年、当社設立[1]。
- 2001年、小中学校向けマルチメディア百科事典「ブリタニカ・スクールエディション」提供開始[5]。
- 2012年、書籍版『ブリタニカ国際大百科事典』の発行・販売終了[5]。
- 2013年、幼児向け英語教育プログラム「アンジー&トニー」のサービス提供開始[5]。
- 2020年、幼児向け英語教育プログラム「アンジー&トニー」事業を営業譲渡、当社でのサービス提供終了[7]。